# Конфедерация софтбола Азии
Конфедерация софтбола Азии (англ. Softball Confederation Asia, сокр. SCA) — структура, управляющая азиатским софтболом. Объединяет 22 национальные ассоциации. Представляет Всемирную конфедерацию бейсбола и софтбола (WBSC) в странах Азии. 
SCA объединяют с Федерацией бейсбола Азии под общим названием WBSC Asia, хотя обе организации сохранили свою независимость.

## История
Первые международные соревнования по софтболу в Азии прошли в 1967 году, когда под эгидой Международной федерации софтбола в столице Филиппин Маниле был проведён женский чемпионат континента. Через год первый аналогичный турнир среди мужских сборных команд прошёл также в Маниле.
3 мая 1990 года на Конгрессе всё в той же столице Филиппин была образована Любительская ассоциация софтбола Азии (Amateur Softball Association of Asia — ASA-Asia). 22 декабря 2002 на Конгрессе в Шэньчжэне (Китай) ассоциация была преобразована в конфедерацию и получила нынешнее название.
В 1990 женский софтбол впервые был включён в программу Азиатских игр.
С 2000 проводятся чемпионаты Азии среди мужских юниорских, а с 2002 — и среди женских юниорских сборных команд.

### Президенты SCA
- 2002—2010 —  Чхо Кван Ён
- 2010—2014 —  Лоу Бен Чу
- 2014—2018 —  Пань Ичуань
- с 2018 —  Лоу Бен Чу

## Структура SCA
Высший орган Конфедерации софтбола Азии — Конгресс, проводимый раз в два года. В работе Конгресса приглашаются принять участие все национальные федерации, являющиеся членами SCA.
Для решения задач, поставленных Конгрессом перед SCA, а также уставных требований, делегаты Конгресса избирают Исполнительный комитет, который проводит в жизнь решения Конгресса, а также организует повседневную деятельность SCA. Руководит его работой Президент Конфедерации софтбола Азии, избираемый Конгрессом. Кроме президента в состав Комитета также входят 6 вице-президентов, генеральный секретарь, почётный президент.

### Руководство SCA
- Лоу Бен Чу — президент SCA
- Таэко Уцуги — вице-президент
- Джимми Сон Куан Фон — вице-президент
- Сьюзан Чжан — вице-президент
- Ким Ын Ён — вице-президент
- Джин Хенри Луильер — вице-президент
- Кослл Импайбун — вице-президент
- Салли Лим Сви Гайк — генеральный секретарь

## Официальные соревнования
В рамках своей деятельности Конфедерация софтбола Азии отвечает за проведение следующих турниров:
- Турниры по софтболу в рамках Азиатских игр;
- Чемпионаты Азии среди национальных сборных команд;
- Чемпионаты Азии среди юниорских сборных команд (возраст участников до 19 лет).

## Члены SCA
В скобках после названия страны указана национальная ассоциация или ассоциации этой страны, являющиеся членами BFA: бс — объединённая бейсбольно-софтбольная, с — софтбольная.
| - Бангладеш (бc) - Бруней (бc) - Бутан (бc) - Вьетнам (бc) - Гонконг (с) - Индия (с) - Индонезия (бc) - Иордания (бc) - Ирак (бc) - Иран (бc) | - Камбоджа (бc) - Китай (с) - КНДР (бc) - Лаос (бc) - Малайзия (с) - Монголия (бc) - Непал (бc) - Пакистан (с) - Палестина (бc) | - Саудовская Аравия (бc) - Сингапур (бc) - Сирия (бc) - Таиланд (с) - Тайвань (с) - Филиппины (с) - Шри-Ланка (бc) - Южная Корея (бc) - Япония (с) |